# Helen Upperton
Helen Upperton (Al-Ahmadi, 31 ottobre 1979) è una bobbista canadese.

## Biografia
Ai XXI Giochi olimpici invernali (edizione disputatasi nel 2010 a Vancouver, Canada) vinse la medaglia d'argento nel Bob a 2 con la connazionale Shelley-Ann Brown partecipando per la nazionale canadese, venendo superate dall'altra formazione canadese.
Il tempo totalizzato fu di 3'33.13, mentre la prima classificata totalizzò un tempo di 3'32.28. Vinse una medaglia d'argento e una di bronzo alla coppa del Mondo di bob.
Ha la doppia cittadinanza sia della Gran Bretagna che del Canada.